# حرب بني ياسين وبني هلال
حرب بني ياسين وبني هلال هي مجموعة معارك دارت في القرن الخامس الهجري. بدأت الحرب بثورة لتجمع من قبائل زناتة بقيادة بني ياسين ضد قبائل بني هلال العربية. تعتبر سيرة بني هلال المصدر الأساسي لهذه الحرب.

## الخلفية
مع تقدم الغزو الهلالي لإفريقية، فشل الزناتيون في التعايش مع الهلاليين، فاضطرت زناتة أن تنزح لجنوب المغرب الأوسط، مثل بنو غمرت الذين أقاموا في بعض القرى قرب المسيلة.

## الحرب
ثار على بنو هلال تجمع من القبائل الزناتية و هم بنو ياسين بدعم من بني يعلى من تلمسان، و قد عيّن أمير تلمسان وهو من بني خزر، وزيره أبو سعدة خليفة اليفرني، قائداً على رأس مجموعة من بني ياسين (و يُعرف أبو سعدة في سيرة بني هلال باسم خليفة الزناتي)، و دخل الفريقان [بنو هلال و بنو ياسين] في معارك طاحنة في الزاب و سهول التل لسنين عدة، انتهت بمقتل أبو سعدة في معركة سيئة الحظ، و تفكك زناتة و تشتتها، و بالتالي انتصار بنو هلال.

## العواقب
أدت هذه الحرب إلى تشتت زناتة في مناطق التل، و تحول جبل عمور ومزاب إلى الفاصل بين البربر الرحل و العرب الرحل.